# باتريك ريفيلي
باتريك ريفيلي (بالفرنسية: Patrick Revelli)‏ هو مدرب كرة قدم ولاعب كرة قدم فرنسي في مركز الهجوم، ولد في 22 يونيو 1951 في Mimet ‏ في فرنسا. شارك مع منتخب فرنسا لكرة القدم. أما مع النوادي، فقد لعب مع نادي سانت إتيان ونادي سوشو ونادي كان.

## وصلات خارجية
- باتريك ريفيلي على موقع قاعدة بيانات كرة القدم.إي يو (الإنجليزية)
- باتريك ريفيلي على موقع ناشيونال فوتبول تيمز (الإنجليزية)
- باتريك ريفيلي على موقع عالم كرة القدم.نت (الإنجليزية)